# Giuseppe Guerini (politico)
Giuseppe Guerini detto Beppe (Calcinate, 1º febbraio 1976) è un politico italiano.

## Biografia

### Elezione a deputato
Alle elezioni politiche del 2013 viene eletto alla Camera dei Deputati, nelle liste del Partito Democratico nella circoscrizione Lombardia 2. Nella XVII legislatura è membro della Commissione Politiche dell'Unione Europea (dal 7 maggio 2013 al 7 ottobre 2014), della Commissione Giustizia (dal 7 ottobre 2014 al 22 marzo 2018) e della Commissione d'Inchiesta sull'Accoglienza dei Migranti (dal 20 marzo 2015 al 22 marzo 2018). [Dalla scheda personale della Camera dei Deputati - XVII legislatura].
Nel 2018 è candidato al Senato nel collegio uninominale di Treviglio, ma non viene rieletto.